# マルシア・ハイデ
マルシア・ハイデ・サラベリー・ペレイラ・ダ・シウヴァ（Marcia Haydée Salaverry Pereira de Silva、1937年4月18日 - ）は、ブラジルのバレエダンサー・振付家・バレエ指導者である。役柄の描写と表現力に優れ、ジョン・クランコによる諸作品でその才能を発揮して「シュトゥットガルトの奇跡」といわれるほどのシュトゥットガルト・バレエ団の全盛期を築き上げ、リチャード・クラガンとのパートナーシップでも知られた。ハイデは多くの振付家にインスピレーションを与える存在であり、モーリス・ベジャール、ケネス・マクミラン、ジョン・ノイマイヤーなどが彼女のために作品を創作した。1976年から1996年までシュトゥットガルト・バレエ団の芸術監督を務め、『眠れる森の美女』や『ジゼルとウィリーたち』などの作品を振り付けた。日本ではしばしば「マリシア・ハイデ」とも表記される。

## 経歴
リオデジャネイロ州ニテロイの生まれ。父親はポルトガル人で、3歳からリオデジャネイロでバレエを習い始めた。リオデジャネイロではヴァスラフ・ヴォルチェク、ユコ・リンデンベルク、及びタチヤーナ・レスコヴァなどに師事した。
1951年、リオデジャネイロ市立劇場のコール・ド・バレエとして舞台にデビューした。1953年から1955年にかけてロンドンに赴き、サドラーズ・ウェルズ・バレエ学校（後のロイヤル・バレエ学校）で研鑽を積んだ。バレエ学校卒業後は、マルキ・ド・クエヴァス・バレエ団（fr:Grand Ballet du Marquis de Cuevas）に入団し、オリガ・プレオブラジェンスカに師事した。
1961年にマルキ・ド・クエヴァス・バレエ団主催者のジョルジュ・ド・クエヴァスが死去し、ハイデは退団を考え始めた。ちょうどその時期にジョン・クランコがシュトゥットガルト・バレエ団の芸術監督に就任するという情報を得て、彼に手紙を送ってオーディションへの参加を願い出た。彼女はロンドンに滞在しているときにクランコの作品に触れる機会があり、その仕事ぶりに興味を抱いていたという。
クランコはハイデの才能に注目し、それまではコール・ド・バレエの一員に過ぎなかった彼女を主役級に抜擢した。後にハイデは往時を回想して「コール・ド・バレエの一員に過ぎない私が、いきなりトップ・クラスのオーディションを受けられるなんて、それは度肝を抜かれるほどの幸運だったわ」と述べ、シュトゥットガルト・バレエ団への移籍については「本当の意味での私のキャリアがスタートしました」とも語っていた。1962年には、プリマ・バレリーナに昇進した。ハイデ自身はクランコを好きな気持ちは確かだったというが、ドイツという国に馴染みがなく言葉もわからないまま、シュトゥットガルトでの生活を始めた。当初は1年契約を結んでいたため、「どのくらいもつか」と軽い気持ちだった。契約を更新し続けていくうちに、「踊ることをやめても、このバレエ団と一緒にいよう」という思いが出てきたという。
ハイデは舞踊技術を誇示するタイプのダンサーではなかったが、新作はもちろんクラシック・バレエの諸作品においても役柄の描写と表現力に優れたところを見せた。彼女自身も「何の意味もない抽象的なダンスは嫌いだ」と言って、「抽象的なダンスにさえもできるだけ意味を持たせるように努力するの」と語っていた。クランコはハイデに触発されて『ロメオとジュリエット』（1962年）を振り付けたのを始め、『オネーギン』（1965年）、『じゃじゃ馬ならし』（1969年）などを次々と創作した。後にハイデは高円宮憲仁親王との対談で、『ロメオとジュリエット』について「自分が演技できることを知った初めての作品』、『オネーギン』を「主人公（タチヤーナ）が娘時代からいくつもの苦悩を経て大人の女になっていく―その変化を二時間の間に表現する役ですから、女性にとって素晴らしい役』、『じゃじゃ馬ならし』では「コメディなんて見当もつかない」と言う彼女に「君はドラマティックなだけじゃなく、コメディもできる」と勧められた作品として、「この三作には、とくに愛着があります。私のアーティストとして未開の面を開いてくれた作品ですから」と述懐していた。
シュトゥットガルトでは、リチャード・クラガンとの出会いもあった。クラガンはハイデより7歳年下で、アメリカ合衆国カリフォルニア州サクラメントの生まれであった。タップダンスからダンスの道に入り、バレエに転向した後はカナダのバンフ・スクール・オヴ・ファイン・アーツを経て、ロンドンのロイヤル・バレエ学校などで学んだ。1962年にシュトゥットガルト・バレエ団に入団し、1965年にプリンシパルに昇格した。ハイデとクラガンはクランコ振付のさまざまな作品でパートナーとして踊って高く評価され、「シュトゥットガルトの奇跡」といわれるほどのシュトゥットガルト・バレエ団の全盛期を築き上げる原動力となった。私生活でも、2人は1963年に結婚している。
公私にわたって順風満帆だったハイデの人生に転機が訪れたのは、1973年のことであった。6月26日、シュトゥットガルト・バレエ団のアメリカ公演が終わってドイツに帰国する途上の飛行機内で、クランコが急死した。このとき、ハイデはバレエ団から休暇を取ってブラジルに向かっていた。バレエ団とハイデにとってクランコの死は大きな痛手であり、しかもこの時期、夫であるクラガンとの間に離婚問題も浮上していた。
シュトゥットガルト・バレエ団とハイデの窮地を救ったのは、クランコと交友のあった振付家たちの尽力によるものだった。クランコ自身が生前に、アメリカ人振付家のグレン・テトリーを常任振付家として招聘していて、そのテトリーがクランコの後任として芸術監督に就任した。テトリーを始め、ケネス・マクミラン、ピーター・ライトなどが作品を捧げたことが良い結果をもたらし、シュトゥットガルト・バレエ団は単にクランコの作品を上演するだけのカンパニーではなく、新進振付家の発掘に貢献することとなった。
ハイデは1976年にテトリーの後を継いでシュトゥットガルト・バレエ団の芸術監督となった。彼女はクランコ作品の保存に努めるとともに、ハンス・ファン・マーネン、モーリス・ベジャール、ウィリアム・フォーサイス、イリ・キリアンなどの振付作品を積極的にレパートリーに取り入れていった。若い才能の支援にも取り組み、ウヴェ・ショルツなどが振付家として名声を得ることになった。
ハイデは自身も振付を手がけ、『眠れる森の美女』（1987年）、『エナス』（1987年）、『ジゼルとウィリーたち』（1989年）などを創作した。そのうち『眠れる森の美女』では、本来主役ではない邪悪な魔女カラボス役をかつての夫であるクラガンのために振り付けた。ハイデの振り付けたカラボスは歌舞伎の女形に想を得たもので、クラガンは舞台上を自在に駆け回るダイナミックな役作りを見せた。『眠れる森の美女』はスケールの大きな物語バレエとなり、クラガンの好演もあって高く評価された。
1992年からはチリのサンチアゴ・バレエ団の芸術監督を兼任し、『火の鳥』、『カルメン』、『シンデレラ』などを新たに振り付けた。ただし、この時期はシュトゥットガルト・バレエ団を不在がちにしていたため徐々に批判されるようになり、1996年に両バレエ団の芸術監督を退任した（サンチアゴ・バレエ団には後に復帰）。シュトゥットガルト・バレエ団プリンシパルとしての最後の舞台は、モーリス・ベジャール振付『ゲテ・パリジェンヌ』のマダム・ロザンヌ役であった。ただし、ハイデはシュトゥットガルト・バレエ団の芸術監督後任となったリード・アンダーソンの要請で1998年に舞台に復帰し、『ラ・シルフィード』の占い師マッジを演じている。同年のシュトゥットガルト・バレエ団アメリカ公演では、『ロメオとジュリエット』のキャピュレット夫人を演じて好評であった。
ハイデはクランコ以外にも多くの振付家にインスピレーションを与える存在であった。代表的なものとしては、ベジャールによる『ガルボの幻想』（1981年）、『椅子』（ウジェーヌ・イヨネスコの戯曲をもとにした作品、1984年）、マクミランの『令嬢ジュリー』（1970年）、『大地の歌』（1965年）、ノイマイヤーの『椿姫』（1978年）、『欲望という名の電車』（1983年）などが挙げられる。1999年、振付家ジャン＝クリストフ・ブラヴィエは彼女とヴラジーミル・マラーホフのためにオノレ・ド・バルザックの『谷間の百合』を原作としたパ・ド・ドゥ『Ell e(s)t moi』を創作した。1999年秋からはイズマエル・イヴォ（元アルヴィン・エイリー舞踊団）とのコラボレーションで『トリスタンとイゾルデ』などを踊り、「ダンス劇」の分野に進出した。
2003年 - 2004年のシーズンにサンチアゴ・バレエ団の芸術監督に再任され、ベジャールは彼女のために『マザー・テレサと子供たち』のタイトル・ロールを創作した。その後もシュトゥットガルトやサンチアゴなどで舞台出演を続け、マウロ・ビゴンゼッティなどがハイデのために新作を提供している。1981年にドイツ連邦共和国一等功労十字章、1984年にドイツの金の靴賞を受け、故郷のブラジルからも叙勲されている。2007年4月、ハイデの70歳記念公演がシュトゥットガルトで開催された。

## 私生活
経歴の項で既に記述したとおり、ハイデとリチャード・クラガンは1963年に結婚している。16年間続いた2人の結婚生活は、1979年に終了したが舞台上ではその後もパートナーとして踊り続けていた。離婚後も2人は信頼関係を保ち続け、ハイデはクラガンについて「リキ（クラガンの愛称）がいれば何も心配ない」と高く評価していた。
ハイデは自らについて「仕事と私生活を分けられない性格」と分析し、「ダンスのことを知らない男性とは、一日だって一緒に生活できないと思いますよ」と述べていた。1987年の日本公演では、同僚ダンサーのジャン・クリストフ・バルビエと4年にわたって同居していることを明かしたが、正式な結婚ではなかったという。
1994年以後のハイデは、夫となったヨーガ及び瞑想教師のギュンター・シェーベルの影響でヨーガに傾倒している。シェーベルとのコラボレーションで自らのために「バレエ・ヨーガ」を考案した。